# 2006年1月逝世人物列表
2006年逝世人物列表：1月 - 2月 - 3月 - 4月 - 5月 - 6月 - 7月 - 8月 - 9月 - 10月 - 11月 - 12月
2006年1月逝世人物列表，是用于汇总2006年1月期间逝世人物的列表。

## 依日期排序

### 1日
- 弗蘭克·卡里（Frank Cary），85歲，美國商人，IBM董事長（1973-1981），自然原因。[1]
- 馬皮塔·科爾特斯（Mapita Cortés），66歲，波多黎各女演員，癌症。[2]
- 布萊恩·哈威（Bryan Harvey），49歲，美國音樂家（House of Freaks），被謀殺。[3]
- Dawn Lake，78歲，澳大利亞藝人，Bobby Limb的遺孀。[4]
- 約翰·萊瑟姆（John Latham），84歲，尚比亞藝術家，自然原因。[5]
- 保羅·林德布拉德，64歲，美國棒球運動員（奧克蘭田徑隊），阿爾茨海默病。[6]
- 德拉甘·盧基奇（Dragan Lukić），77歲，塞爾維亞作家，長期患病。[7]
- 哈里·马格多夫（Harry Magdoff），92歲，美國社會主義者和編輯，自然原因。[8]
- 查理斯·波特（Charles O. Porter），86歲，美國政治家，俄勒岡州眾議員（1957-1961），阿爾茨海默病。[9]
- 吉迪恩·羅丹（Gideon Rodan），71歲，美國生物化學家，癌症。[10]
- 休伯特·舒梅克（Hubert Schoemaker），55歲，荷蘭化學家，Centocor的聯合創始人，腦癌。[11]
- 查理斯·斯蒂恩（Charles Steen），86歲，美國地質學家和商人。[12]

### 2日
- 弗蘭克·巴特勒（Frank Butler），89歲，英國體育記者。[13]
- 勞爾·大維拉（Raul Davila），74歲，波多黎各演員和電視製片人，心臟病發作。[14]
- 奧菲莉亞·福克斯（Ofelia Fox），82歲，古巴夜總會老闆（Tropicana Club），癌症。[15]
- Osa Massen，91歲，丹麥女演員。[16]
- Klemens Mielczarek，85歲，波蘭演員。[17]
- 邁克爾·S·史密斯（Michael S. Smith），59歲，美國爵士鼓手。[18]
- 弗朗西斯·斯坦梅茨（Francis Steinmetz），91歲，荷蘭作家和科爾迪茨城堡逃亡者。[19]
- 弗蘭克·威爾金森（Frank Wilkinson），91歲，美國公民自由活動家，自然事業。[20]
- 約翰·沃伊托維奇（John Wojtowicz），60歲，美國銀行劫匪，癌症。[21]
- 約翰·伍德納特（John Woodnutt），81歲，英國演員。[22]
- Lidia Wysocka，89歲，波蘭女演員。[23]

### 3日
- 烏爾巴諾·拉扎羅（Urbano Lazzaro），81歲，義大利抵抗戰士，俘虜貝尼托·墨索里尼。[24]
- 史蒂夫·羅傑斯（Steve Rogers），51歲，澳大利亞橄欖球聯盟球員，顯然是自殺。[25]
- 威廉·斯卡特爵士，52歲，巴布亞紐幾內亞政治家，總理（1997-1999），中風。[26]
- 布魯斯·威爾遜（Bruce Wilson），64歲，澳大利亞記者，癌症。[27]

### 4日
- 約翰·哈恩-彼得森（John Hahn-Petersen），75歲，丹麥演員，心臟病發作。[28]
- 索菲·希思科特（Sophie Heathcote），33歲，澳大利亞女演員（《鄉村實踐》）。[29]
- 米爾頓·希梅爾法布（Milton Himmelfarb），87歲，美國散文家。[30]
- 斯坦·亨特（Stan Hunt），76歲，美國漫畫家。[31]
- 歐文·萊頓（Irving Layton），93歲，加拿大詩人，阿爾茨海默病併發症。[32]
- 马克图姆·本·拉希德·阿勒马克图姆，62歲，阿聯酋埃米爾，迪拜統治者和阿拉伯聯合大公國總理，心臟病發作。[33]
- Gretl Schörg，91歲，奧地利女演員。[34]
- Lourdes Van-Dúnem，70歲，安哥拉歌手，傷寒。[35]
- 内尔·范弗利特（Nel van Vliet），79歲，荷蘭游泳運動員。[36]

### 5日
- Rod Dedeaux，91歲，美國大學棒球教練，中風併發症。[37]
- 威廉·菲茨傑拉德（William H. G. FitzGerald），96歲，美國投資者、慈善家和外交官，駐愛爾蘭大使，主動脈瘤。[38]
- 三浦敬三，101歲，日本滑雪運動員。[39]
- 梅林-里斯勳爵，85歲，威爾士出生的政治家，前英國內政大臣，在多次跌倒后。[40]
- 肯·莫斯德爾（Ken Mosdell），83歲，加拿大冰球運動員（蒙特利爾加拿大人隊，芝加哥黑鷹隊）。[41]
- 馬克·羅伯茨（Mark Roberts），84歲，美國演員（吉爾達，丹·奧古斯特，黑箭俠）。[42]
- 西蒙·香克斯（Simon Shanks），34歲，美式橄欖球運動員（亞利桑那紅雀隊），開槍。[43]
- 雷切爾·斯奎爾（Rachel Squire），51歲，英國工黨鄧弗姆林和西法夫議會議員，中風。[44]
- 亞歷克斯·聖克雷爾（Alex St. Clair），64歲，美國音樂家（Captain Beefheart）。[45]
- 瓦朱拉穆尼，62歲，印度演員。[46]

### 6日
- 阿萊爾·杜邦（Allaire du Pont），92歲，美國純種馬愛好者，凱爾索（Kelso）的所有者，自然原因。[47]
- Roshan Khan，76歲，巴基斯坦壁球運動員，心臟病發作和昏迷的併發症。[48]
- 約瑟夫·米利克（Józef Milik），83歲，波蘭天主教神父和死海古卷學者。[49]
- Comandanta Ramona，47歲，墨西哥Tzotzil Zapatista叛亂領導人和婦女權利宣導者，腎臟疾病和肺結核。[50]
- Lou Rawls，72歲，美國爵士藍調歌手，肺癌和腦癌。[51]
- 休·湯普森（Hugh Thompson， Jr.），62歲，越南戰爭直升機飛行員，曾説明阻止美萊大屠殺，被取消了生命支援。[52][53]
- 斯坦利·羅傑·圖珀（Stanley Roger Tupper），84歲，美國政治家，1961年至1967年擔任緬因州前共和黨眾議員。[54]
- Gábor Zavadszky，31歲，匈牙利足球運動員（足球運動員），可能是肺栓塞。[55]

### 7日
- 烏拉諾·特謝拉·達·馬塔·巴塞拉爾，58歲，巴西士兵，聯合國駐海地維和部隊負責人，自殺身亡。[56]
- 海因里希·哈勒（Heinrich Harrer），93歲，奧地利登山家、運動員、地理學家和作家。[57][58]
- 阿爾夫·麥克邁克爾，78歲，北愛爾蘭足球運動員。[59]
- 吉姆·祖列維奇（Jim Zulevic），40歲，美國演員（The Specials），心臟病發作。[60]

### 8日
- 托尼·班克斯（Tony Banks），斯特拉特福德男爵（Baron Stratford），62歲，英國政治家和同齡人，前英國體育部長，中風和腦出血。[61]
- 埃爾森·貝塞拉（Elson Becerra），27歲，哥倫比亞足球運動員，被槍殺。[62]
- 亞歷克斯·埃爾姆斯利（Alex Elmsley），76歲，英國魔術師，心臟病發作。[63]
- 漢諾威的格奧爾格·威廉，90歲，德國貴族，教育家和奧運選手。[64]
- 詹姆斯·羅伯特·海托爾（James Robert Hightower），90歲，美國漢學家。[65]
- 凱薩琳·佩登（Katherine Peden），80歲，美國政治家。[66]
- 大衛·羅森鮑姆（David Rosenbaum），63歲，美國記者，《紐約時報》記者，搶劫時頭部受傷。[67]
- 格洛麗亞·魯特（Gloria Root），57歲，美國模特和女商人，癌症。[68]
- Mimmo Rotella，87歲，義大利藝術家，生病。[69]
- 拉特別克·薩納特巴耶夫，36歲，吉爾吉斯斯坦奧運希臘羅馬摔跤運動員，國家奧會主席候選人，被槍殺。[70]
- 何塞·路易士·桑切斯（JoséLuisSánchez），31歲，阿根廷足球運動員，在摩托車事故中受傷。[71]

### 9日
- 安迪·卡爾德科特（Andy Caldecott），41歲，澳大利亞達喀爾拉力賽摩托車手，在茅利塔尼亞的一次事故中頸部受傷。[72]
- 派特裡夏·希特（Patricia Hitt），87歲，尼克鬆總統時期的美國衛生、教育和福利部助理部長，自然原因。[73]
- 塞爾溫·休斯（Selwyn Hughes），77歲，英國原教旨主義福音派人士，創立了世界復興十字軍東征。[74]
- Mikk Mikiver，68歲，愛沙尼亞舞台導演和演員。
- W. Cleon Skousen，92歲，美國保守派作家，楊百翰大學教授，著名的後期聖徒作家和講師。[75]
- 戈登·史密斯（Gordon Smith），55歲，加拿大發明家。[76]
- 傑克·斯諾（Jack Snow），62歲，美國NFL球員和電臺播音員，葡萄球菌感染併發症。[77]
- 唐·斯圖爾特（Don Stewart），70歲，美國演員（《指路明燈》），肺癌。[78]

### 10日
- 艾拉·布萊克（Ira B. Black），64歲，美國神經科學家，新澤西州幹細胞研究所創始人，感染與腫瘤有關。[79]
- 戴夫·布朗（Dave Brown），52歲，美國NFL球員，心臟病發作。[80]
- 艾略特·福布斯（Elliot Forbes），88歲，美國指揮家、音樂學家、哈佛大學教授和貝多芬學者。[81]
- 西德尼·弗蘭克（Sidney Frank），86歲，美國商人和慈善家，心力衰竭。[82]
- 阿萊西婭·海特（Alethea Hayter），94歲，英國作家。[83]
- 鄧尼斯·馬克斯（Dennis Marks），73歲，美國動畫編劇兼製片人。[84]
- 約翰·西尼波第（John Sinibaldi），92歲，美國奧運自行車運動員。[85]

### 11日
- 伯納德·達夫尼（Bernard Dafney），37歲，美式橄欖球運動員，心臟病發作。[86]
- Eric Namesnik，35歲，美國奧運游泳運動員，車禍受傷。[87]
- Mark Spoon，39歲，德國DJ，恍惚音樂的傑出人物，（Jam&Spoon）成員，心臟病發作。[88]
- 梅布爾·西恩·沃茲沃思（Mabel Sine Wadsworth），95歲，美國節育活動家和女性健康教育家。[89]

### 12日
- 小威廉·馬修·伯恩（William Matthew Byrne， Jr.），75歲，美國聯邦法官，審判丹尼爾·埃爾斯伯格（Daniel Ellsberg）的主審法官，肺纖維化。[90][91]
- 83歲的愛爾蘭演員布蘭登·考德威爾（Brendan Cauldwell）在睡夢中去世。[92]
- Eldon Dedini，84歲，美國漫畫家，食道癌。[93]
- 謝赫·費薩爾·本·哈馬德·阿勒哈利法，14歲，巴林王子，車禍受傷。[94]
- 君特·蘭德格拉夫（Günther Landgraf），77歲，德國物理學家，德累斯頓工業大學前校長。[95]
- 斯圖爾特·林德（Stewart Linder），74歲，美國奧斯卡獲獎電影剪輯師。[96]
- 安妮·米查姆（Anne Meacham），80歲，美國女演員（《突然》《去年夏天》《另一個世界》《莉莉絲》）。[97]
- Meinrad Schütter，95歲，瑞士作曲家。[98]

### 13日
- 勞爾·安吉亞諾（Raúl Anguiano），90歲，墨西哥雕刻家和畫家。[99]
- 戈登·阿特金森（Gordon Atkinson），83歲，加拿大廣播員和政治家。[100]
- 理查·達利茨（Richard Dalitz），80歲，澳大利亞物理學家，奇異粒子專家，研究誇克。[101]
- 弗蘭克·菲克斯裡斯（Frank Fixaris），71歲，美國體育解說員，房屋火災。[102]
- 羅恩·傑西（Ron Jessie），57歲，美國NFL外接手，心臟病發作。[103]
- 38歲的加拿大NHL球員馬克·波特文（Marc Potvin）被發現死在密歇根州的酒店房間里，自殺身亡。[104]
- 瓊·魯特（Joan Root），69歲，美國野生動物保護主義者，被槍殺。[105]

### 14日
- 亨利·科爾皮（Henri Colpi），84歲，瑞士電影導演和攝影師。[106]
- 吉姆·加里（Jim Gary），66歲，美國雕塑家，腦出血併發症。[107]
- 康拉德·亨德里克斯（Conrad Hendricks），27歲，南非職業足球運動員，車禍。[108]
- 布巴·莫頓（Bubba Morton），74歲，美國棒球運動員和教練。[109]
- 馬克·菲洛，21歲，英國職業足球運動員，車禍受傷。[110]
- 鮑勃·溫斯托克（Bob Weinstock），77歲，美國唱片製作人，創立了獨立爵士唱片公司Prestige Records，糖尿病併發症。[111]
- 雪莉·溫特斯，85歲，美國女演員（《安妮日記》、《洛麗塔》、《波塞冬歷險記》），奧斯卡獎得主（1960年、1966年），心力衰竭。[112]

### 15日
- 贾比尔·艾哈迈德·萨巴赫，79歲，科威特埃米爾，腦出血。[113]
- 格林·貝瑞（Glyn Berry），59歲，威爾士出生的加拿大駐阿富汗外交官。[114]
- 希爾瑪·孔特雷拉斯（Hilma Contreras），95歲，多明尼加作家。[115]
- 爱德华·霍尔（Edward N. Hall），91歲，美國空軍火箭專家，民兵洲際彈道導彈計劃之父。[116]
- 格雷戈里·金布爾（Gregory Kimble），88歲，美國心理學家。[117]
- 威廉·波斯特（William Post），66歲，美國彩票中獎者。[118]
- 喬治·沃思（George Worth），90歲，美國奧運擊劍運動員。[119]

### 16日
- 斯坦利·比伯（Stanley Biber），82歲，美國醫生，變性手術，肺炎併發症的先驅。[120]
- Rebiha Khebtani，79歲，法國阿爾及利亞政治家，國會議員。[121]
- 揚·馬克，62歲，英國兒童作家，腦膜炎。[122]
- 理查·麥考密克（Richard P. McCormick），89歲，美國歷史學家，羅格斯大學教授。[123]
- 威利·史密斯（Willie Smith），66歲，美國棒球運動員，心臟病發作。[124]

### 17日
- 克拉倫斯·雷·艾倫（Clarence Ray Allen），76歲，美國被定罪的殺人犯，被注射死刑。[125]
- 哈羅德·科利爾（Harold R. Collier），90歲，美國政治家，1957年至1975年擔任伊利諾伊州前共和黨眾議員。[126]
- 華萊士·默瑟（Wallace Mercer），59歲，英國商人，中洛錫安之心足球俱樂部前主席，癌症。[127]
- 賈爾斯·沃斯利（Giles Worsley），44歲，英國建築歷史學家和記者，肯特公爵夫人凱薩琳的侄子，癌症。[128]

### 18日
- 萊昂納多·里貝羅·德·阿爾梅達，81歲，葡萄牙政治家。[129]
- 諾曼·麥凱布（Norman McCabe），94歲，美國動畫師和導演，在華納兄弟（Warner Bros）任職期間，以《Tokio Jokio》和《The Ducktators》短片而聞名。[130]
- 湯瑪斯·墨菲（Thomas Murphy），90歲，美國通用汽車公司前首席執行官。[131]
- 安東·魯珀特（Anton Rupert），89歲，南非商人，慈善家，世界自然基金会（World Wide Fund for Nature）的創始成員。[132]
- Stjepan Steiner，90歲，克羅埃西亞醫生，約瑟普·布羅茲·鐵托（Josip Broz Tito）的醫生。[133]
- 揚·特瓦多夫斯基（Jan Twardowski），90歲，波蘭牧師和詩人。[134]

### 19日
- 加博爾·阿加迪（Gábor Agárdy），83歲，匈牙利演員（《圍捕》《鵝仔馬蒂》）。
- 加里·唐尼（Gary Downie），南非心理治療師和電視製作經理（《神秘博士》《星際員警》），癌症。[135]
- 安東尼·弗朗西奧薩（Anthony Franciosa），77歲，美國演員，雪萊·溫特斯（Shelley Winters）的第三任丈夫，中風。[136]
- 湯姆·紐金特（Tom Nugent），92歲，美式橄欖球教練，大學橄欖球名人堂成員，充血性心力衰竭。[137]
- 威爾遜·彼克特（Wilson Pickett），64歲，美國靈魂歌手，心臟病發作。[138]
- 奧恩·阿爾謝里夫·卡西姆（Awn Alsharif Qasim），73歲，蘇丹作家、教育家和伊斯蘭學者。
- Geoff Rabone，84歲，紐西蘭板球運動員。[139]
- 弗朗茨·塞茨（Franz Seitz），84歲，德國電影導演。[140]

### 20日
- 埃爾默·奧托·弗里迪，81歲，美國政治家。[141]
- 安德列·約爾丹，71歲，吉爾吉斯斯坦政治家，吉爾吉斯斯坦前總理。[142]
- 大衛·莫斯特（David Maust），51歲，美國被定罪的連環殺手，自殺未遂後心力衰竭。[143]
- 戴夫·萊帕德（Dave Lepard），25歲，瑞典音樂家（Crashdïet），自殺。[144]
- 羅斯·納德（Rose Nader），99歲，黎巴嫩出生的沙菲克·納德社區利益信託基金會主席，心力衰竭。[145]
- Pio Taofinu'u，82歲，薩摩亞羅馬天主教樞機主教。[146]
- 萊斯利·威爾遜（Leslie Wilson），80歲，英國奧運自行車運動員。[147]

### 21日
- 曾秋坤，65歲，新加坡裔英籍華人醫生及政治家，是英國歷史上第二位獲冊封為貴族的華人。[148]
- 郭伯偉，90歲，英國公務員，香港財政司司長（1961-1971）。[149]
- 罗伯特·克努森，80歲，美國音響工程師（歌舞表演，驅魔人，E.T.外星人），奧斯卡獎得主（1973年，1974年，1983年），核上性麻痹。[150]
- 易卜拉欣·鲁戈瓦（Ibrahim Rugova），61歲，科索沃政治家，科索沃總統，肺癌。[151]

### 22日
- 珍妮特·卡特（Janette Carter），82歲，卡特家族鄉村音樂團體的最後一位在世成員。[152]
- 亞歷克·考克森（Alec Coxon），90歲，英國板球運動員，約克郡和英格蘭球員。[153]
- 謝爾曼·弗格森（Sherman Ferguson），61歲，美國爵士鼓手。[154]
- Aydın Güven Gürkan，65歲，土耳其學者和政治家（SHP主席）。[155]
- 內莉·麥凱（Nellie Y. McKay），67歲，非裔美國文學評論家，結腸癌。[156]

### 23日
- 厄尼·巴倫（Ernie Baron），65歲，菲律賓廣播/電視節目主持人和氣象學家，糖尿病導致心臟病發作。[157]
- 60歲的安德里亞·布朗夫曼（Andrea Bronfman），美國慈善家，查理斯·布朗夫曼（Charles Bronfman）的妻子，被車撞。[158]
- 萨维诺·古列尔梅蒂，94歲，義大利體操運動員，1928年奧運會金牌得主，在世最年長的奧運冠軍。[159]
- 撒母耳·W·科斯特（Samuel W. Koster），86歲，美國陸軍軍官，美國陸軍最高級別軍官，被指控在美萊大屠殺中被指控，腎癌。[160]
- 克裡斯·麥金斯特裡（Chris McKinstry），38歲，加拿大人工智慧獨立研究員，自殺。[161]
- 約瑟夫·M·紐曼（Joseph M. Newman），96歲，美國電影導演/製片人，《地球島》。
- 比爾·賴斯（Bill Rice），74歲，美國藝術家。[162]
- 佛吉尼亞·史密斯（Virginia Smith），94歲，美國政治家，前內布拉斯加州共和黨眾議員（1975-1991）。[163]
- 邁克爾·沃頓（Michael Wharton），92歲，英國幽默家（“彼得·斯普利特”）。[164]

### 24日
- 扎基·巴達維（Zaki Badawi），84歲，埃及伊斯蘭學者，英國伊斯蘭宗教領袖。[165]
- 沙菲克·漢達爾，75歲，薩爾瓦多政治家，前總統候選人，薩爾瓦多主要政治反對黨馬解陣線領導人，心臟病發作。[166]
- 琪琪·赫克，81歲，荷蘭奧運跳水運動員 [167]
- Peter Ladefoged，80歲，美國語音學家，中風。[168]
- 卡洛斯·馬丁內斯（Carlos Martínez），40歲，委內瑞拉角球內場球員，前美國職業棒球大聯盟（MLB）球員，長期患病併發症。[169]
- 法亞德·尼古拉斯（Fayard Nicholas），91歲，美國舞蹈家，著名的尼古拉斯兄弟（Nicholas Brothers）的長者，肺炎和中風併發症。[170]
- 克裡斯·佩恩（Chris Penn），40歲，美國演員（《渾身是勁》《落水狗》《江湖白事》），心臟病。[171][172]
- 尼古拉斯·沙克爾頓爵士，68歲，英國地質學家，白血病。[173]

### 25日
- 羅賓·庫姆斯（Robin Coombs），84歲，英國免疫學家，開發了庫姆斯抗體測試[174]
- 馬里恩·達德利（Marion Dudley），33歲，美國被定罪的殺人犯，在德克薩斯州被處決。[175]
- 路德·格林，59歲，美國NBA球員，肺癌。[176]
- John F. Kerin，澳大利亞教授，生殖科學家和婦科醫生，農場事故。[177]
- 安娜·馬勒（Anna Malle），38歲，美國成人電影女演員，車禍。[178]
- 赫伯特·希爾德（Herbert Schilder），77歲，美國牙科醫生，改進了根管手術，路易體病。[179]
- Sudharmono，78歲，印尼政治家和中將，1988年至1993年擔任印尼副總統，肺炎。[180]
- 艾倫·特姆科（Allan Temko），81歲，美國建築評論家和作家，《舊金山紀事報》普利策獎得主，短暫生病。[181]

### 26日
- Len Carlson，68歲，加拿大配音演員（《浣熊》《羅莉·波莉·奧利》《原子貝蒂》），心臟病發作。[182]
- 約翰·鄧伍迪（John Dunwoody），76歲，英國國會議員，事故的影響。[183]
- 莫裡斯·西爾弗曼（Morris Silverman），93歲，美國慈善家，奧爾巴尼醫學中心醫學和生物醫學研究獎創始人。[184]
- 92歲的日裔美國商人戴夫·龍野（Dave Tatsuno）在他的電影《黃玉》中記錄了黃玉日本拘留營。[185]
- Khan Wali Khan，89歲，巴基斯坦政治家，著名反對派領袖和著名普什圖族領導人，心臟病發作。[186]

### 27日
- 莫裡斯·科爾克勞（Maurice Colclough），52歲，英國橄欖球聯盟球員，腦瘤。[187]
- 塔娜·霍班（Tana Hoban），88歲，美國兒童攝影師，110多本兒童讀物的作者。[188]
- 菲利斯·金（Phyllis King），100歲，英國溫布爾登網球公開賽冠軍。[189]
- 卡羅爾·蘭布里諾，86歲，羅馬尼亞王子，羅馬尼亞國王卡羅爾二世的長子。[190]
- 克里斯托弗·劳埃德（Christopher Lloyd），84歲，英國園藝作家，中風。[191]
- 吉恩·麥克法登（Gene McFadden），56歲，美國歌手和詞曲作者，癌症。[192]
- Victor Mishcon，Baron Mishcon，90歲，英國律師和政治家。[193]
- 約翰內斯·勞（Johannes Rau），75歲，德國政治家，1999年至2004年擔任德國總統。[194]

### 28日
- 彼得·伊索拉，76歲，直布羅陀政治家，直布羅陀副首席部長（1956-1984）。[195]
- Yitzchak Kaduri，106歲，出生於伊拉克，著名的塞法迪東正教拉比和卡巴拉學家。[196]
- 亨利·麥基（Henry McGee），76歲，英國演員。[197]
- 紹利·里特基（Sauli Rytky），87歲，芬蘭越野滑雪運動員和奧運獎牌得主。[198]

### 29日
- 安德魯·岡薩雷斯（Andrew Gonzalez），65歲，菲律賓語言學家和教育家，糖尿病併發症。[199]
- Lau Mulder，78歲，荷蘭曲棍球運動員和奧運獎牌得主。[200]
- 白南准，73歲，出生於韓國的美國藝術家，尤其以他的視頻藝術《自然原因》而聞名。[201]
- George Psychoundakis，85歲，二戰期間的希臘抵抗戰士。[202]

### 30日
- Stew Albert，66歲，美國 1960 年代反建制活動家，Yippies 的聯合創始人，肝癌。[203]
- 保羅·克林頓（Paul Clinton），53歲，美國CNN影評人，廣播影評人協會（BFCA）創始人。[204]
- 塞思·費舍爾（Seth Fisher），33歲，美國漫畫家（《綠燈俠：意志世界》），秋天。[205]
- 阿諾德·格拉菲（Arnold Graffi），95歲，德國腫瘤學研究員，長期患病。[206]
- 科丽塔·斯科特·金，78歲，美國民權領袖，馬丁·路德·金的遺孀，卵巢癌。[207]
- 奧托·朗（Otto Lang），98歲，出生於波士尼亞的美國電影製片人和滑雪大亨，患有心臟病。[208]
- 歐文·羅森沃特（Irving Rosenwater），73歲，英國統計學家和作家。[209]
- Wendy Wasserstein，55歲，美國劇作家，淋巴瘤。[210]

### 31日
- 歐文·亞伯拉罕斯（Owen Abrahams），72歲，澳大利亞足球運動員，身患重病。[211]
- Ruairi Brugha，88歲，愛爾蘭菲安娜·法伊爾（Fianna Fáil）政治家，卡達·布魯加（Cathal Brugha）的兒子。[212]
- 亨利·科爾曼（Henry S. Coleman），79歲，美國教育行政人員，哥倫比亞大學院長。[213]
- 鮑裡斯·科斯特蘭茨（Boris Kostelanetz），94歲，俄羅斯出生的美國稅務律師。[214]
- 乔治·科瓦尔，92歲，蘇聯情報人員。[215]
- 保羅·里賈納（Paul Regina），49歲，美國演員（兄弟，喬和瓦萊麗，洛杉磯法律），肝癌。[216]
- 傑森·西爾斯（Jason Sears），38歲，美國朋克搖滾歌手（LSD上的富家子弟），吸毒併發症。[217]
- 莫伊拉·希勒（Moira Shearer），80歲，英國芭蕾舞演員，女演員和報紙專欄作家，與盧多維克·甘迺迪爵士（Sir Ludovic Kennedy）結婚，自然原因。[218]